# Каваляускас, Антанас
Антанас Каваляускас (лит. Antanas Kavaliauskas; родился 19 сентября 1984 года в Вильнюсе, Литовская ССР, СССР) — литовский профессиональный баскетболист, играет на позициях центрового и тяжёлого форварда. Выступал в США за колледж Техас A&M.

## Ранние годы
Антанас Каваляускас родился в Вильнюсе, Литовская ССР. В возрасте 11 лет его родители развелись, а Антанас остался жить с матерью, бабушкой и старшей сестрой в небольшой квартире в Вильнюсе. Его мать - бывшая волейболистка Бируте Каваляускене, работала затем парикмахером, а также в охране.
Несмотря на то, что Антанас не был ни хорошим учеником, ни хорошим баскетболистом (выходил на площадку только на 5 минут), его рост (209 см) привлек внимание скаута, который порекомендовал ему заняться баскетболом в общеобразовательном колледже графства Бартона, Канзас, США.

## Колледж Бартона
4 сентября 2003 года Каваляускас приехал в США, зная всего три слова на английском: Yes, no, и o'kay. Ещё одним иностранным игроком к команде стал бразилец Жоао Батиста, который и стал наставником молодого игрока. За три месяца Каваляускас стал бегло говорить на английском, его четвёртом языке (после литовского, немецкого и русского). Во время первого года обучения он набрал вес, дошедший до 100 кг.
На втором году обучения он попал в первую сборную всех регионов всех конференций: в среднем за игру набирал 17,6 очков. Он лидировал в регионе по подборам (10 за игру), а также по подборам в защите (3,9 за игру). Во втором сезоне процент попаданий с игры составлял 50,9 - по этому показателю он занимал пятое место в регионе, а также лидировал в команде по количеству блок-шотов (29). За карьеру в колледже его процент попаданий с игры (58) был вторым за историю Колледжа Бартона.
После колледжа он мог выбирать между университетом Южной Каролины, Теннесси и политехническим университетом Виргинии. В итоге, Каваляускас выбрал A&M университет Техаса, где играл под руководством Билли Гиллиспи. Гиллиспи первоначально хотел пригласить ещё одного игрока из колледжа Бартона, однако после просмотра игры Каваляускаса остался удовлетворен скоростью такого гиганта как Антанас.

## Университет A&M Техаса

### Первый сезон (2005–2006)
В первых 10 играх дебютного сезона за Университет A&M Техаса игрок набирал в среднем лишь 5,4 очка за матч, а его команда в конференции Big 12 выиграла лишь 4 матча из 10. Однако, во вторых 10 матчах Каваляускас выровнял показатели и набирал уже 8,6 очков за игру. В общем, игрок набирал 6,5 очков и 3,4 подбора за матч, лидируя в команде по проценту попаданий с игры (.584). Дважды он набирал 15 очков за игру (высшее достижение в карьере) - в играх против Университета штата Айова и государственного университета Саванна, а в игре против Университета Колорадо Каваляускас набрал 9 подборов. Также игрок попал в символическую сборную новичков Big 12. Всего сыграл за сезон 30 матчей.
По итогам второй половины сезона команда коллежа впервые с 1987 года получила возможность принять участие в розыгрыше турнира NCAA. На турнире Каваляускас набирал в среднем 10,5 очков и 4 подбора. После выигрыша в первом раунде у Университета Сиракуз, команда была в шаге от попадания в 16 сильнейших - за 18 секунд до окончания матча второго раунда против государственного университета Луизианы выигрывала 57-55. Однако, за три секунды до окончания матча Дэррел Митчелл забросил трехочковый бросок через Каваляускаса. Антанас винил в поражении себя - он распечатал фото с последним броском Митчелла и повесил в кабинку в раздевалке, чтобы она напоминала ему о том, что надо работать над собой ещё больше.

### Второй сезон (2006–2007)
Вскоре после начала сезона 2006–07 команда Техасского университета попала на 6 строчку в рейтинге - наивысшего достижения местной баскетбольной команды. Команда продемонстрировала лучший старт с сезона открытия 1959-60 годов с соотношением выигрышей и проигрышей 16–2, а также лучший старт в Big 12.
3 февраля 2007 года команда стала первой в конференции Big 12 из зоны Юг, которая смогла обыграть (за 32 матча) «Канзас Джохокс» на гостевой арене. Чрез два дня команда с номером 25 - Техас одержала 21-ю домашнюю победу и стала единоличным лидером конференции Big 12.
После того, как газета Dallas Morning News опубликовала статью о Каваляускасе, упомянув о том, что он лишь дважды видел свою мать после переезда в США, многие фанаты команды Техас A&M начали собирать деньги для того, чтобы семья соединилась. Университет нашёл возможность использовать деньги Фонда студентов-спортсменов под эгидой NCAA и заплатил за поездку Бируте Каваляускене в США на последний домашний матч её сына за A&M. В последнем в сезоне матче против Университета Миссури Каваляускас набрал наибольшие в карьере показатели - 26 очков при 11 из 12 точных бросках с игры, а его команда одержала победу со счётом 94–78. Победа позволила команде финишировать на втором месте в конференции - наивысшем для университета за всё время вступлений.
Во втором сезоне за университет Каваляускас занял первое место в Big 12 по проценту попаданий с игры (58%). В среднем он набирал 12,5 очков за матч - с этим показателем попал во вторую пятерку Big 12.
Несмотря на то, что «Эджиз» были вторым номером Турнира плей-офф Big 12, они очень неудачно сыграли в первой игре четвертьфинала против государственного университета Оклахомы и потерпели поражение.
За выступления в регулярном сезоне «Эджиз» были посеяны под номером 3 на Юге в турнире 2007 года NCAA. Команда выиграла игру первого раунда против «Пенсильвании» и прошла во второй. Выигрыш 72–69 у Луисвилля гарантировал команде место в топ-16 впервые с 1980 года.

## Профессиональная карьера

### Клубная
Два сезона Каваляускас провел в чемпионате Греции, где выступал за клубы «Панионис» (2007-08) и «Кавала» (2008-09). Затем он перебрался в Италию, где выступал за «Ювентус» (Казерта) (2009-10) и «Прима Вероле» (2010-11). В июле 2011 года игрок подписал контракт с латвийским клубом «ВЭФ» сроком на один год.
С 2013 по 2014 год выступал за испанский клуб «Бильбао».
С 2014 по 2016 год играл за в «Летувос Ритас».
В июне 2015 года баскетболист подписал новый контракт с «Летувос Ритас».

### Международная
Перед началом сезона 2005–06 Каваляюскас начал заниматься в летней школе молодёжной сборной Литвы. В составе сборной он завоевал золотую медаль на молодёжном чемпионате мира 2005 года в Аргентине. В финальной игре против команды Греции игрок набрал 9 очков и 5 подборов, а команда выиграла 65:63. Также Каваляускас принял участие в матчах молодёжки «Global Games» в Далласе, Техас. На турнире его команда завоевала бронзу при одном поражении от молодёжки США. В матче за бронзовую медаль игрок набрал 22 очка и 7 подборов.
В 2012 году дебютировал за первую сборную Литвы, когда в команде обнаружился дефицит высоких игроков. Из-за низкой конкуренции за место центрового попал в заявку литовской сборной на летнюю Олимпиаду 2012 года в Лондоне, где команда заняла 8-е место.

## Достижения
Международные:
- Серебряный призёр Чемпионата Европы :  2015

## Награды
- Кавалер Рыцарского креста ордена «За заслуги перед Литвой» (Литва, 2015 год)

## Статистика

### Статистика в колледже
| Сезон                                                                                   | Команда   | GP | GS | MPG  | FG%  | 3P%  | FT%  | RPG | APG | SPG | BPG | PPG  |  |
| --------------------------------------------------------------------------------------- | --------- | -- | -- | ---- | ---- | ---- | ---- | --- | --- | --- | --- | ---- |  |
| 2005/06                                                                                 | Техас A&M | 30 | 1  | 17,1 | 58,5 | 55,6 | 56,4 | 4,0 | 1,0 | 0,5 | 0,4 | 6,5  |  |
| 2006/07                                                                                 | Техас A&M | 34 | 34 | 28,4 | 55,4 | 37,5 | 64,9 | 6,3 | 1,6 | 0,6 | 0,7 | 11,9 |  |
|                                                                                         | Всего     | 64 | 35 | 23,1 | 56,4 | 44,0 | 62,0 | 5,2 | 1,3 | 0,6 | 0,6 | 9,4  |  |
| Наведите курсор мыши на аббревиатуры в заголовке таблицы, чтобы прочесть их расшифровку |           |    |    |      |      |      |      |     |     |     |     |      |  |

### Статистика в других лигах
| Сезон | Команда             | Лига                  | GP  | GS  | MPG  | FG%  | 3P%   | FT%  | RPG | APG | SPG | BPG | PFL | TOV | PPG  |
| --- | ------------------- | --------------------- | --- | --- | ---- | ---- | ----- | ---- | --- | --- | --- | --- | --- | --- | ---- |
| 2007/08 | Паниониос           | Кубок Европы          | 11  | 3   | 12,8 | 58,3 | -     | 68,8 | 2,6 | 0,5 | 0,3 | 0,3 | 1,5 | 1,0 | 3,5  |
| 2009/10 | Ювеказерта          | Чемпионат Италии      | 9   | 9   | 15,9 | 80,6 | 100,0 | 69,2 | 2,8 | 0,1 | 1,9 | 0,1 | 2,8 | 1,9 | 6,7  |
| 2011/12 | Все клубы           | Все лиги              | 49  | 26  | 20,7 | 61,6 | 20,0  | 75,5 | 4,5 | 0,9 | 0,6 | 0,3 | 2,8 | 1,5 | 10,2 |
| 2011/12 | ВЭФ                 | Чемпионат Латвии      | 17  | 4   | 20,7 | 63,6 | 50,0  | 75,5 | 5,2 | 0,9 | 0,7 | 0,5 | 2,4 | 1,6 | 11,5 |
| 2011/12 | ВЭФ                 | Единая лига ВТБ       | 15  | 10  | 17,7 | 57,7 | 0,0   | 71,0 | 2,9 | 0,9 | 0,5 | 0,3 | 2,9 | 0,9 | 6,9  |
| 2011/12 | ВЭФ                 | Кубок Европы          | 11  | 6   | 23,5 | 61,3 | 0,0   | 82,8 | 5,8 | 1,2 | 0,6 | 0,3 | 3,3 | 1,6 | 10,5 |
| 2011/12 | ВЭФ                 | Балтийская лига       | 5   | 5   | 24,2 | 66,7 | -     | 76,0 | 4,2 | 0,6 | 0,6 | 0,2 | 2,2 | 2,0 | 15,8 |
| 2011/12 | ВЭФ                 | Квалификация Евролиги | 1   | 1   | 15,1 | 33,3 | -     | 0,0  | 3,0 | 0,0 | 1,0 | 0,0 | 4,0 | 2,0 | 4,0  |
| 2012/13 | Все клубы           | Все лиги              | 54  | 49  | 21,3 | 61,8 | 14,3  | 70,8 | 5,0 | 1,0 | 0,6 | 0,3 | 3,0 | 1,6 | 10,0 |
| 2012/13 | ВЭФ                 | Чемпионат Латвии      | 22  | 19  | 20,1 | 67,1 | 20,0  | 69,1 | 4,8 | 1,4 | 0,7 | 0,3 | 2,6 | 1,8 | 10,7 |
| 2012/13 | ВЭФ                 | Единая лига ВТБ       | 20  | 19  | 22,5 | 55,8 | 0,0   | 71,2 | 5,5 | 0,7 | 0,5 | 0,2 | 2,8 | 1,4 | 9,3  |
| 2012/13 | ВЭФ                 | Кубок Европы          | 12  | 11  | 21,6 | 61,7 | -     | 73,9 | 4,6 | 0,9 | 0,4 | 0,5 | 4,0 | 1,6 | 9,8  |
| 2013/14 | Все клубы           | Все лиги              | 54  | 22  | 16,2 | 63,5 | -     | 70,4 | 3,5 | 0,6 | 0,4 | 0,2 | 2,8 | 0,9 | 7,5  |
| 2013/14 | Бильбао             | Чемпионат Испании     | 24  | 8   | 17,3 | 62,3 | -     | 71,0 | 3,1 | 0,3 | 0,4 | 0,1 | 3,0 | 0,8 | 6,8  |
| 2013/14 | Бильбао             | Кубок Европы          | 16  | 7   | 16,8 | 67,4 | -     | 78,6 | 4,4 | 0,8 | 0,3 | 0,4 | 2,8 | 0,8 | 9,3  |
| 2013/14 | Летувос Ритас       | Чемпионат Литвы       | 14  | 7   | 13,8 | 60,6 | -     | 56,0 | 3,0 | 0,7 | 0,6 | 0,2 | 2,6 | 1,1 | 6,7  |
| 2014/15 | Все клубы           | Все лиги              | 65  | 62  | 20,5 | 71,7 | 25,0  | 78,2 | 5,3 | 1,5 | 0,4 | 0,7 | 2,9 | 1,6 | 12,2 |
| 2014/15 | Летувос Ритас       | Чемпионат Литвы       | 47  | 44  | 19,8 | 73,0 | 33,3  | 78,0 | 5,5 | 1,3 | 0,4 | 0,6 | 2,7 | 1,4 | 12,6 |
| 2014/15 | Летувос Ритас       | Кубок Европы          | 18  | 18  | 22,3 | 68,3 | 0,0   | 79,1 | 4,6 | 2,2 | 0,4 | 0,8 | 3,4 | 1,8 | 11,2 |
| 2015/16 | Все клубы           | Все лиги              | 47  | 35  | 21,2 | 64,5 | 28,6  | 79,1 | 4,5 | 1,8 | 0,4 | 0,3 | 2,7 | 1,5 | 10,7 |
| 2015/16 | Летувос Ритас       | Чемпионат Литвы       | 40  | 30  | 21,0 | 65,4 | 30,8  | 80,7 | 4,3 | 1,8 | 0,4 | 0,4 | 2,7 | 1,4 | 10,8 |
| 2015/16 | Летувос Ритас       | Кубок Европы          | 7   | 5   | 22,5 | 60,0 | 0,0   | 66,7 | 5,9 | 1,4 | 0,7 | 0,0 | 3,0 | 2,3 | 10,3 |
| 2016/17 | Все клубы           | Все лиги              | 68  | 14  | 12,7 | 68,7 | 0,0   | 79,3 | 3,1 | 0,6 | 0,3 | 0,2 | 2,5 | 1,0 | 6,9  |
| 2016/17 | Жальгирис           | Чемпионат Литвы       | 39  | 8   | 13,5 | 71,4 | 0,0   | 77,4 | 3,4 | 0,6 | 0,4 | 0,2 | 2,7 | 0,8 | 8,0  |
| 2016/17 | Жальгирис           | Евролига              | 29  | 6   | 11,7 | 64,3 | 0,0   | 84,6 | 2,7 | 0,4 | 0,2 | 0,2 | 2,2 | 1,2 | 5,5  |
| 2017/18 | Все клубы           | Все лиги              | 81  | 5   | 13,7 | 64,9 | 0,0   | 82,3 | 2,9 | 1,1 | 0,3 | 0,2 | 2,6 | 1,0 | 6,7  |
| 2017/18 | Жальгирис           | Чемпионат Литвы       | 46  | 3   | 14,2 | 67,3 | -     | 86,5 | 3,1 | 1,4 | 0,4 | 0,2 | 2,3 | 1,0 | 7,4  |
| 2017/18 | Жальгирис           | Евролига              | 35  | 2   | 13,2 | 61,1 | 0,0   | 75,9 | 2,6 | 0,8 | 0,3 | 0,2 | 3,0 | 0,8 | 5,7  |
| 2018/19 | Все клубы           | Все лиги              | 50  | 7   | 12,9 | 64,3 | 33,3  | 74,6 | 2,5 | 1,0 | 0,3 | 0,1 | 2,1 | 0,9 | 5,4  |
| 2018/19 | Жальгирис           | Чемпионат Литвы       | 30  | 4   | 13,7 | 68,0 | 33,3  | 68,9 | 2,6 | 1,0 | 0,3 | 0,1 | 1,8 | 1,0 | 5,6  |
| 2018/19 | Жальгирис           | Евролига              | 20  | 3   | 11,8 | 58,8 | -     | 84,6 | 2,5 | 1,0 | 0,4 | 0,2 | 2,4 | 0,9 | 5,1  |
| Всего | Всего               | Всего                 | 488 | 232 | 17,0 | 65,5 | 25,0  | 76,7 | 3,8 | 1,0 | 0,4 | 0,3 | 2,6 | 1,2 | 8,4  |
| В Евролиге | В Евролиге          | В Евролиге            | 84  | 11  | 12,3 | 61,6 | 0,0   | 80,5 | 2,6 | 0,7 | 0,3 | 0,2 | 2,6 | 1,0 | 5,5  |
| В Кубке Европы | В Кубке Европы      | В Кубке Европы        | 75  | 50  | 19,8 | 64,2 | 0,0   | 76,6 | 4,6 | 1,2 | 0,4 | 0,4 | 3,0 | 1,5 | 9,3  |
| В чемпионате Латвии | В чемпионате Латвии | В чемпионате Латвии   | 39  | 23  | 20,3 | 65,5 | 28,6  | 72,2 | 5,0 | 1,2 | 0,7 | 0,4 | 2,5 | 1,7 | 11,0 |
| В Единой лиге ВТБ | В Единой лиге ВТБ   | В Единой лиге ВТБ     | 35  | 29  | 20,4 | 56,5 | 0,0   | 71,1 | 4,4 | 0,8 | 0,5 | 0,2 | 2,8 | 1,2 | 8,3  |
| В чемпионате Литвы | В чемпионате Литвы  | В чемпионате Литвы    | 216 | 96  | 16,4 | 68,8 | 30,4  | 78,2 | 3,8 | 1,2 | 0,4 | 0,3 | 2,5 | 1,1 | 9,0  |
| Наведите курсор мыши на аббревиатуры в заголовке таблицы, чтобы прочесть их расшифровку Статистика приведена с сайта basketball.realgm.com |                     |                       |     |     |      |      |       |      |     |     |     |     |     |     |      |